# Max Croci
Max Croci (11 de octubre de 1968 – 8 de noviembre de 2018) fue un director de cine italiano.

## Biografía
Croci comenzó su carrera en 1995 haciendo cortometrajes. A principios de los 2000, comenzó a trabajar en Sky Italia y dirigió algunos programas como L'arte dei titoli di testa, Il cinema di carta y la primera temporada de Una poltrona per due, u a comedia protagonizada por Alessia Ventura. Después de unos cuantos años produciendo cortos y series detelevisión, Croci pudo dirigir tres películas, Poli opposti (2015), Al posto tuo (2016) y La verità, vi spiego, sull'amore (2017).